# Olympia (Manet)
Pour les articles homonymes, voir Olympia.
Olympia est un tableau d'Édouard Manet conservé au musée d'Orsay à Paris, peint en 1863 mais exposé pour la première fois au Salon de 1865, créant un scandale retentissant.

## Description
L'œuvre représente au premier plan une jeune femme blanche nue, le pied gauche encore chaussé d'une mule, allongée sur un divan et un châle de cachemire blanc, dans un intérieur décoré de tentures vertes et de tapisseries. Posée sur deux oreillers satinés, elle est accoudée sur son bras droit, la main gauche sur la naissance de ses jambes, le regard porté vers le spectateur.
Au second plan, derrière le lit, à droite, devant un fond vert, une femme noire vêtue de blanc tourne son regard vers la femme blanche à qui elle présente un bouquet de fleurs dont sa main droite ouvre l'emballage. Un chat noir se dresse sur l'extrémité droite du lit, la queue levée.
Dans le livret du Salon, le titre Olympia était accompagné de cinq vers de Zacharie Astruc :
« Quand, lasse de songer, Olympia s'éveille

Le printemps entre au bras du doux messager noir ;

C'est l'esclave, à la nuit amoureuse pareille,

Qui vient fleurir le jour délicieux à voir ;

L'auguste jeune fille en qui la flamme veille... »
Les modèles qui ont posé pour Manet sont connues. Victorine Meurent a posé pour la femme nue et Laure pour la servante.

## Analyse
Olympia s'inspire de la Vénus d'Urbin du Titien, dont Manet avait exécuté une copie sur toile, une aquarelle, une sanguine et deux dessins , lors d'un voyage en Italie en 1853. La composition est identique, avec la division du fond en deux au milieu de la figure principale et la figure secondaire à droite. Le modèle de l'Olympia adopte une pose identique à celle de la Vénus d'Urbin. Comme elle et comme La Maja nue de Goya, son regard fixe le spectateur. Manet a remplacé le chien aux pieds de la Vénus d’Urbin associé, au temps du Titien, à la fois à la pulsion sexuelle et à la fidélité, par un chat noir à la queue relevée.
D'autres éléments de la composition inspirés de la peinture italienne classique ont perturbé les critiques, comme le bouquet de fleurs, nature morte s'invitant de manière selon certains incongrue dans un tableau de nu, ou l'absence d'une perspective construite, ce en quoi il suit toujours le tableau du Titien. 
Selon Julie Manet, nièce du peintre, le poignet d'Olympia est orné du bracelet de la mère de Manet, avec un médaillon contenant une mèche de ses cheveux d'enfant. Ce détail associé au fait qu'Olympia couvre ses parties génitales pourrait recevoir une interprétation freudienne, celle de la trahison de la mère.

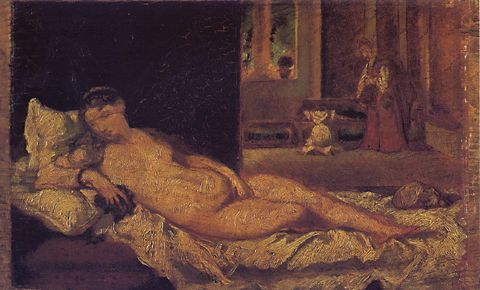
Olympia utilise comme référence la Vénus d'Urbin du Titien, copiée par Manet en 1853.
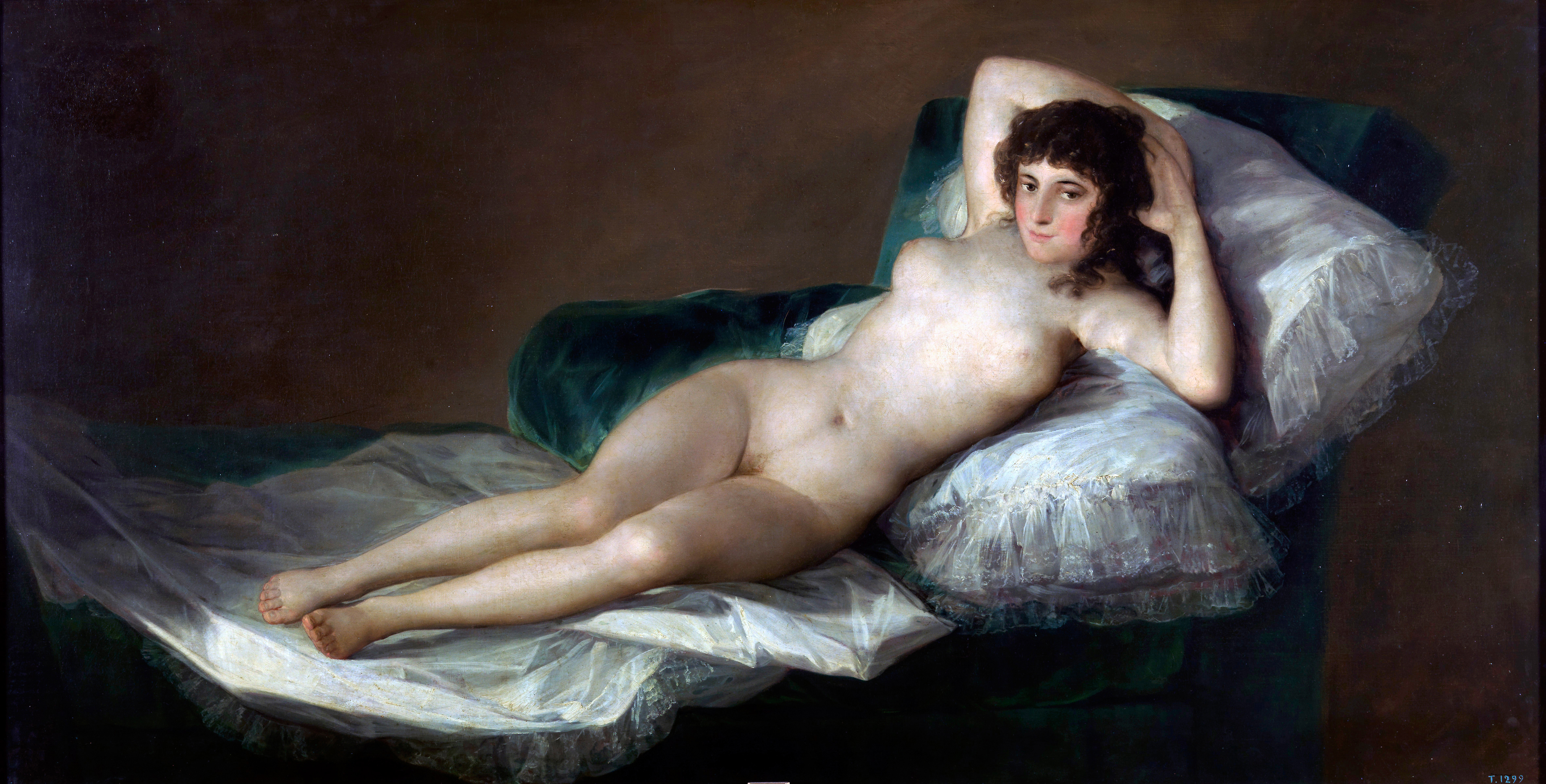
La Maja nue par Goya.
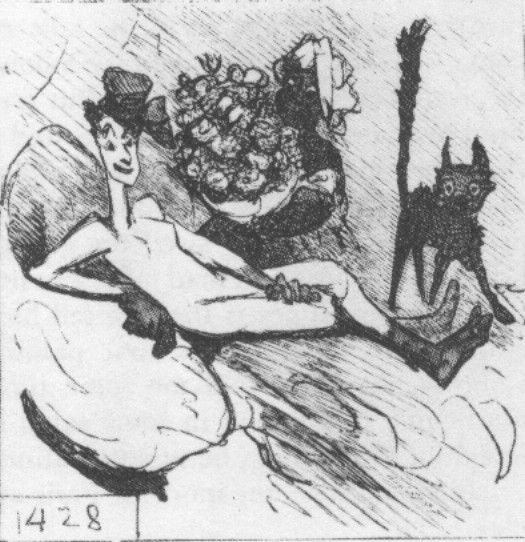
L'œuvre caricaturée par Cham. Dans Le Charivari, 14 mai 1865[10].
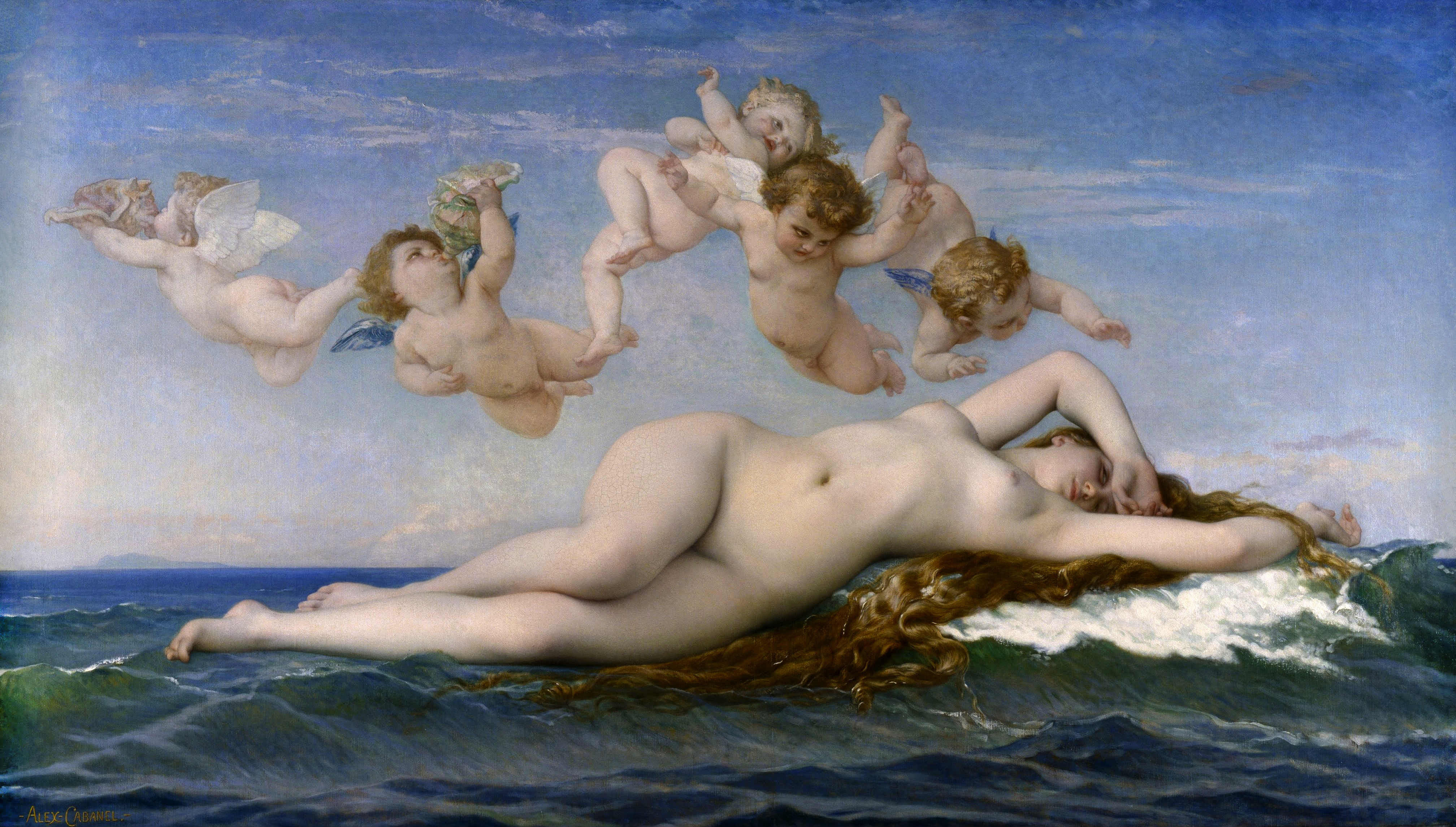
La Naissance de Vénus par Alexandre Cabanel présentée au Salon 1863.

## Le scandale

Le Bain ou Le Déjeuner sur l'herbe, par Édouard Manet.
1863, Musée d'Orsay, Paris.

L'Olympia de Manet va susciter un scandale encore plus important que celui qu'il avait provoqué quelque mois plus tôt avec un autre tableau également inspiré par la peinture vénitienne de la Renaissance, Le Déjeuner sur l'herbe.
La critique, ignorant le tableau du Titien, vit dans celui de Manet la représentation d'une courtisane, de basse ou de haute volée. Le public de Manet a vite identifié le modèle à ses « pieds rugueux » qui désignent la « pierreuse » ou la « marcheuse », prostituée qui opère sur la voie publique. Pourtant, le bouquet fait par un fleuriste et qui évoque la venue de son client, la femme de chambre, l'épais canapé recouvert d'un cachemire, ses parures (fin ruban de velours autour du cou, bracelet) montrent une certaine ascension sociale et évoquent plutôt une demi-mondaine.
Au milieu du XIXe siècle le nu est admissible s'il est situé dans un espace exotique ou mythologique. La Naissance de Vénus de Cabanel n'a provoqué aucun scandale en 1863. Dans la toile de Manet, la femme nue est fortement individualisée, ce qui s'oppose à la traditionnelle idéalisation des nus[réf. souhaitée]. Son regard est dirigé vers le spectateur : c'est ce regard, et l'expression sérieuse qui exclut l'intimité, qui font le scandale. Les nudités féminines classiques sont « surprises » au sortir du bain ; elles ne se montrent pas volontairement nues. Le regard de la femme sur le spectateur dément cette convention, et certains critiques d'art vont se dire scandalisés par le caractère du tableau. Paul de Saint-Victor parle de « l'Olympia faisandée de monsieur Manet ».
Bien que Manet ait à l'évidence cherché le scandale en représentant une prostituée de luxe (« Olympia » est à son époque un pseudonyme de cocotte, la servante noire représente son admirateur qui vient lui rendre visite et le chat noir au pied du lit le symbole de la lubricité), l'avalanche de récriminations dont il fut la victime malgré le soutien de son ami Charles Baudelaire et d'Émile Zola l'accabla assez fortement. La critique, suivie par le public, trouvait que la figure n'était pas assez jolie. « Pour cette école tout réside dans la justesse du rendu ; elle affecte malheureusement une prédilection pour les sujets communs ou repoussants », écrit un critique modéré. La médaille d'honneur avait été attribuée à Alexandre Cabanel, dont la Vénus, présentée au Salon deux ans auparavant, figure par contraste le goût de l'époque.
Selon l'analyse de l'Olympia par Michel Foucault, la source lumineuse qui éclaire l’Olympia se trouve du côté des spectateurs. La correspondance entre la source lumineuse et le regard des spectateurs leur donne l'impression qu'ils dénudent la femme : « Elle n'est nue que pour nous puisque c'est nous qui la rendons nue et nous la rendons nue puisque en la regardant, nous l'éclairons, puisqu'en tout cas notre regard et l'éclairage ne font qu'une seule et la même chose. ». Manet a essayé de présenter la réalité avec ce rapport aux spectateurs qui admiraient presque toujours l'idéal dans un tableau. Comme Manet l'a dit : 

« Je rends aussi simplement que possible les choses que je vois. Ainsi l'Olympia, quoi de naïf ? Il y a des duretés, me dit-on, elles y étaient. Je les ai vues. J'ai fait ce que j'ai vu. »

Ce que commente Éric Darragon : « Manet ne faisait que raviver la question car c'est bien ce qu'il avait vu qu'on ne voulait pas voir ». Ce que le public reprochait à ce tableau était de l'obliger à regarder en face cette femme nue. Deux témoignages montrent bien la réaction des spectateurs à ce tableau : « Le bouc-émissaire du Salon, la victime de la loi de Lynch parisienne. Chaque passant sa pierre et la lui jette à la face », « Il y a des bourgeois qui, visitant le Salon, ont voulu la percer avec leur parapluie, ils trouvaient cela indécent »

## Itinéraire du tableau
En 1884, le scandale n'est pas éteint. L'œuvre est aux enchères lors de la vente publique de l'atelier de l'artiste. Sa veuve décide de racheter le tableau. En 1889, alors qu'un amateur américain semble intéressé par l'œuvre, Claude Monet décide de racheter le tableau à la veuve afin de l'offrir au musée du Louvre. Il lance alors une souscription afin de rassembler les 20 000 francs demandés par la veuve. Le docteur Bellio résume le mieux les objectifs de l'opération : « Elle (la souscription) aura le triple mérite d'être un juste tribut d'hommages rendu à la mémoire de ce pauvre cher Manet, de venir en aide d'une façon discrète à sa veuve et enfin de conserver à la France une œuvre vraiment valeureuse ». Monet entretient cette année-là une correspondance très active. Mi-octobre 15 000 francs sont déjà réunis, cependant il semble que le Louvre ne soit pas prêt à accepter le don.
Monet a en effet demandé au député Antonin Proust son aide pour sonder le musée. Proust répond que, s'il est favorable à l'entrée de Manet au Louvre, cela devrait se faire par d'autres tableaux que l'Olympia. Une solution transitoire semble être de faire d'abord entrer le tableau au musée du Luxembourg. Au même moment, Suzanne Manet fait savoir qu'elle n'a nullement besoin d'aide par l'intermédiaire du Figaro. S'ensuivent des échanges peu aimables entre Proust et Mirbeau, ami de Monet, par journaux interposés. Cependant l'incident est rapidement clos.
Le 7 février 1890, Monet est reçu par le ministre de l'Instruction publique et des Beaux-Arts et lui remet la lettre officialisant le don de l'œuvre au Louvre, avec la liste des souscripteurs, à la condition que le tableau soit exposé soit au Louvre soit au Luxembourg. La décision revient à Gustave Larroumet, alors directeur des Beaux-Arts. Il répond que l'œuvre peut être admise au Luxembourg mais sans assurance d'exposition. Cette réponse ne satisfait pas Monet, qui est soutenu par le député Camille Pelletan. Finalement le Louvre donne l'assurance que le tableau sera exposé.
En mars 1890, le tableau est acheté à Suzanne Manet pour 19 415 francs et entre au Luxembourg peu après.
Le tableau était conservé au musée du Luxembourg de 1890 à 1907. Il a ensuite été attribué au musée du Louvre. En 1947 il est transféré à la galerie du Jeu de paume. En 1986 il est finalement affecté au musée d'Orsay.

## Dans la culture

### En bande dessinée
- Catherine Meurisse, Moderne Olympia, coéditions Futuropolis et Musée d'Orsay, 2014. L'ouvrage fait référence à ce tableau Olympia de Manet conservé au Musée d'Orsay, musée coéditeur de l'album[25] : « La figure de la femme dans l’art m’intéresse, qu’elle soit muse, modèle ou peintre. Olympia s’est imposée à moi car il s’agit d’un tableau phare d’Orsay, c’est la Joconde locale ! »[26], déclare l'auteure Catherine Meurisse à Télérama en mars 2014.

### Dans les arts plastiques
L'Olympia est un sujet récurrent dans la peinture du péruvien Herman Braun-Vega. On la rencontre dans une dizaine de ses tableaux. Il la convoque pour la première fois en 1982 pour réaliser le portrait d'un couple d'amis dans une mise en scène qui ne manque pas d'humour. Le tableau intitulé Robert et Odile Zantain (la leçon...) place Olympia sur un lit d'hôpital, l'abdomen maculé d'une cicatrice fraiche. Madame Zantain, dans sa tenue de chirurgien, tient au côté d'Olympia la place et la pose du Docteur Tulp dans La leçon d'anatomie, son mari occupant la place d'un autre personnage du tableau de Rembrandt. Ainsi de 1982 à 2001, Olympia se retrouve dans des situations inattendues, en pleine ville devant un kiosque à journaux, sur un marché péruvien au milieu des étalages de fruits, sous les regards d'adolescents curieux, sous les tropiques, en bord de mer, enturbannée au parc de Sceaux, ou en compagnie de la baigneuse d'Ingres et des Demoiselles d'Avignon dans le dessin A new Turkish Bath. 
En 2020, l'artiste béninois Roméo Mivekannin se fait remarquer par des expositions de peintures qui détournent des œuvres classiques occidentales représentant des Noirs, parmi lesquelles Olympia.